# Vindecarea unui lepros

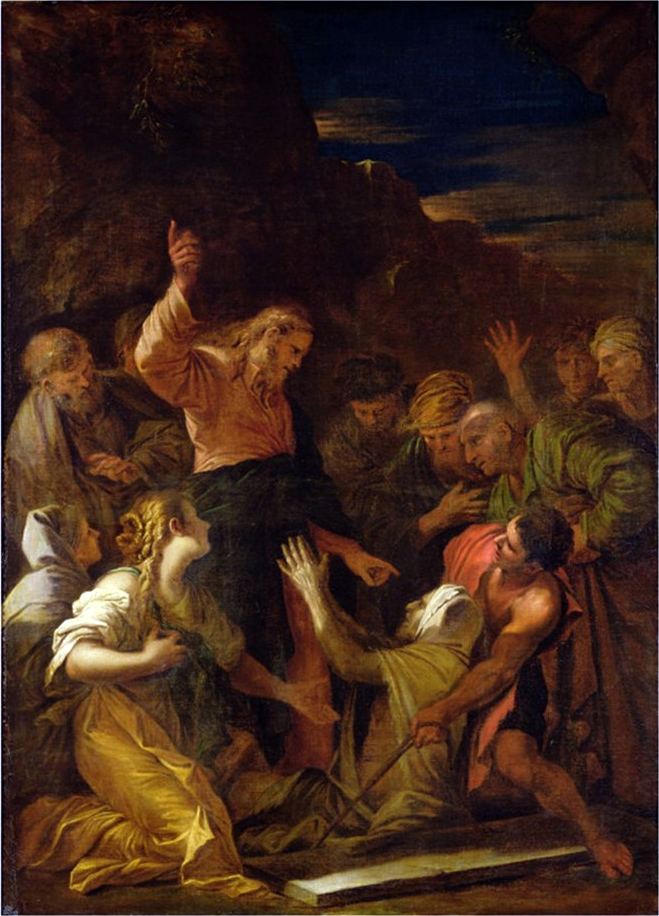
Cristos curăţind un lepros de Jean-Marie Melchior Doze, 1864.

Vindecarea unui lepros este una din minunile lui Iisus, consemnată în Evanghelia după Matei (8:1-4), în cea după Marcu (1:40-45) și în cea după Luca (5:12-16).
După evanghelii, când Iisus a coborât de pe munte, a fost urmat de o mulțime mare. Un lepros s-a apropiat, a îngenuncheat în fața lui și i-a spus: "Doamne, dacă vrei, poți să mă curățești".
Iisus a întins mâna și l-a atins pe lepros. El i-a spus "Vreau, curățește-te" și imediat acesta s-a vindecat de lepră. Iisus i-a zis leprosului să nu spună nimănui, ci să se ducă la preot și să-i aducă darul rânduit de proorocul Moise, ca mărturie. După relatările din evangheliile lui Marcu și Luca, fostul lepros a răspândit vestea că a fost vindecat, iar Iisus nu a mai putut să intre în cetăți, ci stătea afară, în locuri pustii, și se ruga. Oamenii au continuat să vină la el de pretutindeni.